# Gambelia wislizenii
Gambelia wislizenii — представник роду гамбелія з родини леопардових ящірок. Має 4 підвиди. Інша назва «довгоноса леопардова ящірка».

## Опис
Загальна довжина досягає 38 см, проте, близько 2/3 становить хвіст. Голова коротка з гострою мордочкою, злегка розширена в потиличній частині. Тулуб сплощений, передні кінцівки коротше задніх. Самці відрізняються збільшеними постанальними щитками й вираженими стегновими порами. Забарвлення жовтувато-піщаних тонів з невеликими коричневими плямами по всьому тілу. На верхній стороні хвоста є поперечні рядки плям, які чергуються світлими смужками, створюючи ілюзію кільцевого забарвлення. Під час парування самок з боків та на нижній стороні хвоста проступають яскраві помаранчеві або червоні плями. Черево світле.

## Спосіб життя
Полюбляє посушливі пустельні та напівпустельні місцини. Активна вдень. Ховається у порожнинах під камінням. Харчується комахами та дрібними ящірками.

## Розповсюдження
Мешкає у штатах США — Орегон, Айдахо, Невада, Юта, Аризона, Нью Мехіко, Каліфорнії, західному Техасі, а також у північній Мексиці.

## Підвиди
- Gambelia wislizenii maculosus
- Gambelia wislizenii neseotes
- Gambelia wislizenii punctata
- Gambelia wislizenii wislizenii